# Arnold Wensink
Arnold Wensink (Terneuzen, 9 februari 1946) is een Nederlands dirigent, docent, arrangeur en voormalige kapelmeester van verschillende Nederlandse militaire orkesten.

## Levensloop
Wensink studeerde aan het Koninklijk Conservatorium in Den Haag en werd in 1966 aangenomen als trompettist bij de Marinierskapel der Koninklijke Marine. Tussen 1976 en 1980 keerde hij terug naar het Koninklijk Conservatorium om Harmonie en Fanfaredirectie te studeren bij Rocus van Yperen. Na het behalen van het groot diploma Harmonie en Fanfaredirectie werd hij aangesteld als kapelmeester van het Fanfarekorps der Genie. Vanaf 1995 was hij in de functie van kapelmeester, verbonden aan de Koninklijke Militaire Kapel.
In november 1996 werd hij aangesteld als Kapitein chef-dirigent van het Fanfarekorps Koninklijke Landmacht tot zijn functioneel leeftijdsontslag in 2001.
Sindsdien is hij nog actief als jurylid voor diverse muziekbonden en is hij dirigent (geweest) bij verschillende Nederlandse harmonieën, zoals "De Hoop" uit Ossendrecht,  fanfare OBK uit Brakel, de Deltaband uit Vlissingen "Vlijt en Eendracht" uit Rijen, en "Harmonie Amicitia", uit zijn eigen woonplaats Steenbergen.